# Михаил (Дукля)
Вижте пояснителната страница за други личности с името Михаил.
Михаил или Михаило Воиславлевич (на сръбски: Михаило Војислављевић) е сръбски средновековен владетел, княз (1052 – 1077 г.) и крал (1077 – 1081 г.) на Дукля от династията Воиславлевичи. Син е на Стефан Воислав. Титлата, дадена му от папата, има значението на крал на славяните, но фактът на коронясване е подложен от някои изследователи на съмнение.
Майка на Михаил е Неда, племенничка на цар Самуил. По тази причина Георги Войтех го моли да определи някой от синовете си за цар на България, за да може да придобие подготвяното въстание легитимност в очите на българите, понеже за тях царската кръв е задължително условие за властта.
Според алтернативна версия за неговия царски произход, той внук на Самуил като един от общо петимата сина на Иван Владимир и Теодора Косара – негови братя са Гойслав, Предимир, Саганек и Радослав, като Михаил е трети по ред син от този династичен брак.

## Владенията на внука на царския зет
Кекавмен пръв в историографията използва през 1080 г. израза „Зета“ за владенията около Дукля.
Бодин е освободен от византийски плен с помощта на папски легати в далечното Арменско кралство Киликия, където още предходно са били заточени много от наследниците на комитопулите.